# Nazionale maschile di rugby a 7 degli Stati Uniti d'America
La nazionale di rugby a 7 degli Stati Uniti d'America è la selezione che rappresenta gli Stati Uniti d'America a livello internazionale nel rugby a 7.
La nazionale statunitense partecipa regolarmente a tutti i tornei delle World Rugby Sevens Series, alla Coppa del Mondo di rugby a 7 e ai Giochi panamericani. Il migliore risultato ottenuto nella Coppa del Mondo consiste nel raggiungimento del sesto posto nell'edizione casalinga del 2018 disputata a San Francisco. Ha disputato pure il torneo olimpico inaugurale svolto durante i Giochi di Rio de Janeiro 2016 non riuscendo a superare la fase a gironi, concludendo infine al nono posto. Nelle edizioni successive (Tokyo 2020 e Parigi 2024) riesce a superare la fase a gironi ma viene eliminata ai quarti di finale, raggiungendo poi rispettivamente il sesto e l'ottavo posto.

## Palmarès
- Giochi panamericani

Guadalajara 2011: medaglia di bronzo
Toronto 2015: medaglia di bronzo
Lima 2019: medaglia di bronzo

## Partecipazioni ai principali tornei internazionali
- 2016: 9º posto
- 2020: 6º posto
- 2024: 8º posto

- 1993: fase a gironi
- 1997: vincitore Bowl
- 2001: quarti di finale Plate
- 2005: quarti di finale Plate
- 2009: quarti di finale Plate
- 2013: quarti di finale Plate
- 2018: 6º posto

- 1999-00: 18º posto
- 2000-01: 10º posto
- 2001-02: 11º posto
- 2002-03: 19º posto
- 2003-04: 15º posto
- 2004-05: 14º posto
- 2005-06: 15º posto
- 2006-07: 15º posto
- 2007-08: 13º posto
- 2008-09: 11º posto
- 2009-10: 10º posto
- 2010-11: 12º posto
- 2011-12: 11º posto
- 2012-13: 11º posto
- 2013-14: 13º posto
- 2014-15: 6º posto
- 2015-16: 6º posto
- 2016-17: 5º posto
- 2017-18: 6º posto
- 2018-19:  2º posto
- 2019-20: 7º posto

- 2011:  3º posto
- 2015:  3º posto
- 2019:  3º posto